# Oxira rufobsoleta
Oxira rufobsoleta är en fjärilsart som beskrevs av Hanan Bytinski-salz 1939. Oxira rufobsoleta ingår i släktet Oxira och familjen nattflyn. Inga underarter finns listade i Catalogue of Life.